# Richard Jensen
Richard Jensen (Porvoo, 17 de marzo de 1996) es un futbolista finlandés que juega en la demarcación de defensa para el Panionios de Atenas de la Segunda Superliga de Grecia.

## Selección nacional
Tras jugar en varias categorías inferiores de la selección, finalmente hizo su debut con la selección de fútbol de Finlandia en un partido de la Liga de Naciones de la UEFA 2022-23 contra Montenegro que finalizó con un resultado de 2-0 tras un doblete de Joel Pohjanpalo.

## Clubes
| Club                    | País         | Año       | Partidos | Goles |
| ----------------------- | ------------ | --------- | -------- | ----- |
| Jong F. C. Twente       | Países Bajos | 2016-2017 | 28       | 0     |
| F. C. Twente            | Países Bajos | 2017-2018 | 12       | 0     |
| Roda JC Kerkrade        | Países Bajos | 2018-2022 | 89       | 7     |
| Górnik Zabrze           | Polonia      | 2022-2023 | 36       | 1     |
| Aberdeen F. C.          | Escocia      | 2023-2024 | 41       | 0     |
| Vejle Boldklub (cedido) | Dinamarca    | 2024-2025 | 12       | 1     |
| Panionios de Atenas     | Grecia       | 2025-     |          |       |